# Polybia nidulatrix
Polybia nidulatrix är en getingart som beskrevs av Joseph Charles Bequaert 1933.
Polybia nidulatrix ingår i släktet Polybia och familjen getingar. Inga underarter finns listade i Catalogue of Life.